# L'uomo di vetro (film)
L'uomo di vetro è un film del 2007 diretto da Stefano Incerti.
Il film, con protagonisti Tony Sperandeo e David Coco, narra la storia di Leonardo Vitale, il primo pentito di Cosa nostra.

## Trama
Siamo all'inizio degli anni settanta. Leonardo detto Leuccio Vitale è un giovane palermitano, appartenente ad un potente clan mafioso che fa capo al di lui zio, Giovanbattista Vitale, che lo ha "iniziato", appena adolescente, all'omicidio. Il giovane, spavaldo e deciso, compie rapine e delitti, ma dall'altra sponda fa una vita assolutamente normale: vive con madre e sorella, ha una bella fidanzata ed una macchina sportiva, una Lancia Fulvia.
Ed è proprio a causa del prestito (controvoglia) della macchina a degli amici per compiere un sequestro, che Leuccio viene identificato ed incarcerato. In prigione, il giovane è oppresso dai rimorsi, che ben presto hanno la meglio sul suo sistema nervoso: comincia ad essere preda di violente convulsioni, compie atti di autolesionismo ed è perseguitato da visioni mistiche che lo additano come "colpevole" ed "impuro".
La situazione non migliora alla scarcerazione: nonostante le prove della sua estraneità ai fatti, Leuccio si autoreclude in casa, e a nulla servono le raccomandazioni dello zio e delle parenti. In un momento di apparente "guarigione", dopo un incontro con la sua ragazza, decide di vuotare il sacco: si presenta al commissariato nell'ufficio del vicequestore Bruno Contrada, e comincia a rivelare tutto quel che sa: l'organigramma della cupola mafiosa, le responsabilità degli omicidi, i legami tra mafiosi e politici, i nomi eccellenti, ecc.
Ma a causa della agghiacciante lucidità dei fatti, e soprattutto per lo stato semi-alterato, Leuccio non viene creduto: viene anzi bollato come "pazzo", e rinchiuso in ospedale psichiatrico, dove vivrà tra (pochi) stati di lucidità in cui collabora con la giustizia (che negli interrogatori si limita a fargli sempre ripetere la stessa storia), e crisi sempre più violente (giungerà a bruciare tutto quel che è nella cella, e ad aprirsi il ventre), mentre a causa delle sue dichiarazioni, suo cugino e lo zio verranno assassinati.
Una didascalia finale (sullo sfondo di una foto del vero Leonardo Vitale) informa che nel 1984, una volta dimesso dall'ospedale, Leuccio verrà assassinato all'uscita di una chiesa.

## Accoglienza

### Critica
Il film resta quanto possibile vicino alla realtà dei fatti, soprattutto a quelli ricavabili dagli atti legali, anche se con ridotti elementi di finzione per ragioni narrative.